# 須藤久
須藤 久（すどう ひさし、1933年10月18日 - 2017年1月2日）は、日本の映画監督、脚本家、映画評論家、思想評論家。
ドキュメンタリー映画や思想や生き方についての評論集の著作を数多く輩出している。

## 来歴・経歴
大阪府生まれ、幼少期に山口県下関市に移住、戦時中に川棚温泉に疎開後、再び下関市に戻り旧制豊浦中学に入学、学校制度の変更後山口県立豊浦高等学校在学中、新聞部に所属、山口県秋吉台でおこなわれた1泊2日の反戦・平和キャンプ集会に参加、県警警備部刑事の撮影した写真によって参加が学校に明るみに出て、反省文を提出すれば無期停学にするという学校の処分を、何もやましい事がないのに反省文は出せないと拒否し、強制退学となる。
同じ豊浦高校の先輩に二・二六事件の田中勝中尉 (陸士45期 当時旧制豊浦中学) がおり、強く影響を受ける。後輩には、映画監督などで活躍した小池要之助、佐々部清がいる。小池とは実際に深い親交があり、すでに脚本が完成している「哀しみのルビコン川」は、2人で撮るために準備をすすめていたが、2010年に小池が死去したため、まだ撮影は始まっていないが、小池要之助の1周忌命日である2011年9月22日に公式ホームページを立ち上げ、映画製作のための活動を本格化させることを宣言した。
新浪曼派を名乗っている。

## 部落解放同盟からの糾弾
1971年、映画『歴史よお前は誰のために』における「穢多」の語の多用のために部落解放同盟から糾弾される。須藤は「断じて差別映画ではない」と抵抗したが、最終的に屈服と自己批判を余儀なくされた。その反省の証として監督させられたのが『狭山の黒い雨』であった。
なお須藤自身は評論集『破邪顕正の浪曼』(三一書房、1974年) の中で「父の会社で働いていた被差別部落出身の伊藤青年」から「母が実は被差別部落の出で幼い時からどんなに苦労したかをいろいろきかされたという」「私の母はまず間違いなく被差別部落の出身であると断じていいと思われる」(264-267頁)と述べている。

## 作品一覧

### 映像
| 発表年           | 種別             | 作品名                                                  |
| ---------------- | ---------------- | ------------------------------------------------------- |
| 1967年(昭和42年) | TBS              | 現代の主役「室原さん、あなたはなぜ？蜂の巣城主 その後」 |
| 1970年(昭和45年) | 映画             | 歴史よおまえは誰のために                                |
| 1973年(昭和48年) | 映画             | 狭山の黒い雨                                            |
| 1974年(昭和49年) | シナリオ         | シナリオ作家協会1974年度シナリオ10選に入選              |
|                  | ドキュメンタリー | 矢田中国展                                              |
| 1975年(昭和50年) | ドキュメンタリー | 矢田教育差別事件                                        |
| 1977年(昭和52年) | 映画             | 続・狭山の黒い雨                                        |
| 1980年(昭和55年) | ドキュメンタリー | 部落の母の証言                                          |
| 1990年(平成2年)  | 映画             | 斬殺せよ！せつなきもの、それは愛                        |
| 2008年(平成20年) | 映画             | 哀しみのルビコン川(脚本完成)                            |
| 2010年(平成22年) | 映画             | 救命救急司令塔”出雲”(脚本完成)                          |

### 評論集
| 発表年           | 作品名                                              | 出版社           |
| ---------------- | --------------------------------------------------- | ---------------- |
| 1974年(昭和49年) | 破邪顕正の浪曼                                      | 三一書房         |
| 1978年(昭和53年) | 現代暴力考                                          | 仮面社           |
| 1981年(昭和56年) | 輪廻への予感                                        | 現代評論社       |
| 1984年(昭和59年) | 右に傾くとはどういうことか                          | かのう書房       |
| 1987年(昭和62年) | 破邪顕正の浪曼(再版)                                | 21世紀書房       |
| 1988年(昭和63年) | 鶴田浩二が哭いている                                | 21世紀書房       |
| 1989年(平成元年) | 任侠道・叛逆者の倫理                                | 21世紀書房       |
| 1990年(平成2年)  | 激論・日本の右翼                                    | テレビ朝日       |
| 1991年(平成3年)  | 泉海節一伝 ”やれ死ぬな、泉海のおっちゃんここにあり” | 同和文献保存会   |
| 2001年(平成13年) | 「自衛隊史(編集)」                                  | 日本防衛調達協会 |

### 劇画原作
| 発表年           | 作品名     | 劇画作家       | 出版社         |
| ---------------- | ---------- | -------------- | -------------- |
| 1973年(昭和48年) | 御維新破り | 斉藤久雄       | ヤングコミック |
| 1974年(昭和49年) | 蒼氓の叛旗 | かわぐちかいじ | ヤングコミック |

### コラム執筆
| 発表年                     | タイトル     |                |
| -------------------------- | ------------ | -------------- |
| 1974～1985年(昭和49～60年) | テレビ番外地 | ヤングコミック |